# Christiaan de Wet
Christiaan Rudolf de Wet (7 de octubre de 1854 - 5 de febrero de 1922) fue un general bóer y político sudafricano.
Nació en Leeuwkop, distrito de Smithfield (Estado Libre de Orange), y más tarde residió en Dewetsdorp. Prestó servicio en la primera guerra anglo-bóer entre 1880-81 como oficial del gobierno local, y desde 1881 a 1896 vivió en su granja, convirtiéndose en 1897 en miembro del parlamento de Transvaal (Volksraad).

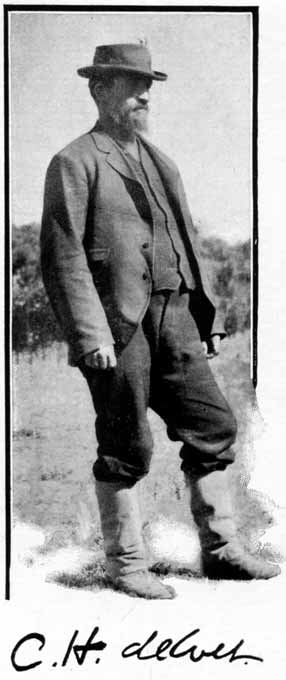
Christiaan de Wet, 1900.

Tomó parte en las primeras batallas de la Guerra Bóer en 1899 en Natal como comandante y luego, como general, fue a prestar servicios bajo el mando de Piet Cronje en el oeste.
Su primer éxito fue la sorpresiva acción de Sanna's Post cerca de Bloemfontein, seguida poco después por la victoria de Reddersburg. Desde entonces fue cada vez más reconocido como uno de los líderes bóer más formidables en su guerra de guerrillas.
A veces tratado con severidad por los británicos, otras veces escapando únicamente por un estrecho margen de seguridad de las columnas que intentaban rodearlo, cayendo y aniquilando aislados puestos británicos, de Wet continuó hasta el fin de la guerra su exitosa carrera, golpeando duramente en donde podía y evadiendo diestramente cada intento por atraparlo.
Tomó parte activa en las negociaciones de paz de 1902, y al término de la guerra visitó Europa con otros generales bóer. En su estadía en Inglaterra los generales pretendieron, infructuosamente, obtener una modificación de los términos de la paz acordada en Pretoria. De Wet escribió un relato de sus campañas, apareciendo en noviembre de 1902 una versión inglesa bajo el título de Tres Años de Guerra. En noviembre de 1907 fue elegido miembro del primer parlamento de la Colonia del Río Orange y fue designado ministro de Agricultura. En 1908-9 fue delegado a la Closer Union Convention.
De Wet fue uno de los líderes de la rebelión que estalló en 1914 (revuelta de los bóer). Fue derrotado en el valle Mushroom por el general Louis Botha el 12 de noviembre de 1914, tomado prisionero por el coronel Brits el 1.º de diciembre y sentenciado a seis años de prisión y multa de £2000. Fue liberado después de un año de confinamiento, dando no obstante una promesa escrita de no tomar más parte en política.

## Publicaciones
- De Wet, Der Kampf zwischen Bur und Brite, (Leipzig, 1902)
- P. J. Sampson, Capture of De Wet and the South African Rebellion of 1914. (London, 1915)